# Bryson Tiller (album)
Bryson Tiller è il quarto album in studio dell'omonimo cantautore statunitense, pubblicato il 5 aprile 2024 attraverso l'etichetta discografica RCA Records.

## Antefatti
L'album, che è stato preceduto dai singoli Outside, Whatever She Wants e Calypso, contiene le collaborazioni di Victoria Monét e Clara La San e la produzione di diversi produttori tra cui Leon Thomas III, Boi-1da, Kaytranada, Frank Dukes, Allen Ritter e Vinylz.

## Tracce
1. http:// – 0:35
2. Attention – 3:36
3. Stay Gold – 2:37
4. Persuasion (feat. Victoria Monét) – 2:49
5. Ciao! – 2:05
6. Peace Interlude – 2:11
7. Rich Boy – 2:21
8. Random Access Memory (RAM) (feat. Clara La San) – 2:24
9. No Thank You – 2:17
10. Find My Way – 2:42
11. Prize – 2:48
12. Waterfalls – 1:44
13. Æon Lust – 2:23
14. Calypso – 3:08
15. Outside – 3:08
16. Undertow – 3:58
17. F4U – 2:02
18. Assume the Position – 3:21
19. Whatever She Wants (bonus) – 2:41

## Classifiche
| Classifiche (2024) | Posizione massima |
| ------------------ | ----------------- |
| Australia          | 49                |
| Belgio (Fiandre)   | 195               |
| Canada             | 21                |
| Nuova Zelanda      | 24                |
| Paesi Bassi        | 75                |
| Regno Unito        | 34                |
| Stati Uniti        | 12                |
| Svizzera           | 64                |